# 亀塚古墳 (野洲市)
亀塚古墳（かめつかこふん）は、滋賀県野洲市冨波甲にある古墳。形状は帆立貝形古墳または前方後円墳。大岩山古墳群（国の史跡）を構成する古墳の1つ。

## 概要
| 地区   | 古墳名       | 墳丘         | 墳丘      | 築造時期    |
| ------ | ------------ | ------------ | --------- | ----------- |
| 冨波   | 冨波古墳     | 前方後方墳   | 墳丘長42m | 3c後半      |
| 冨波   | 古冨波山古墳 | 円墳         | 直径30m   | 3c後半      |
| 辻町   | 大塚山古墳   | 帆立貝形古墳 |           | 5c前半      |
| 冨波   | 亀塚古墳     | 帆立貝形古墳 | 墳丘長47m | 5c後半-末   |
| 小篠原 | 天王山古墳   | 前方後円墳   | 墳丘長50m | 6c初頭      |
| 小篠原 | 円山古墳     | 円墳         | 直径28m   | 6c前半      |
| 小篠原 | 甲山古墳     | 円墳         | 直径30m   | 6c中葉      |
| 辻町   | 宮山2号墳    | 円墳         | 直径15m   | 6c末-7c前半 |

滋賀県南部、野洲川右岸の扇状地に築造された古墳である。自然堤防上に所在し、周濠を備える。墳丘は後世の土取りで削平されている。土取り中に石材が出土したと云われているが、詳細は不明。

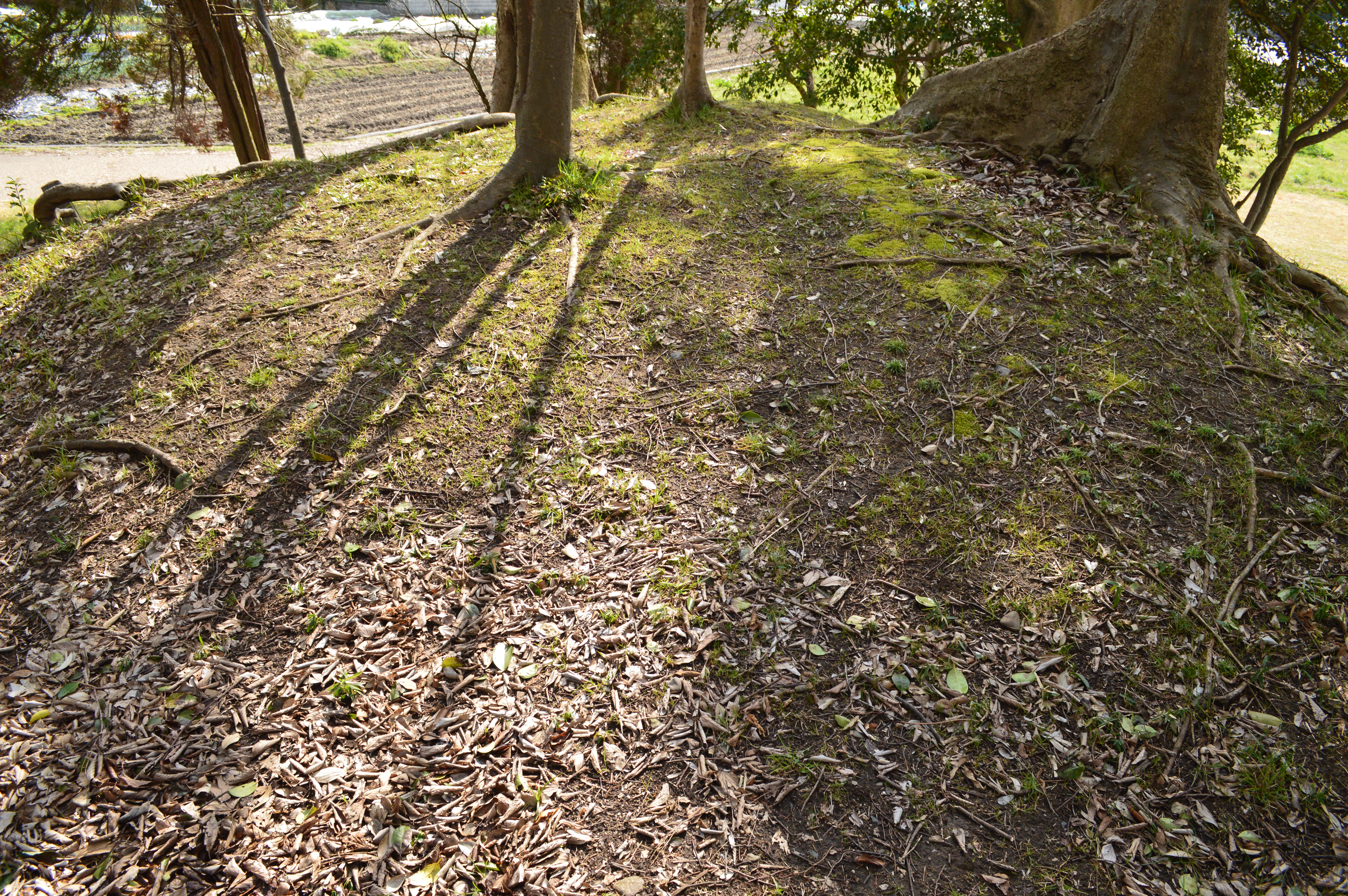
墳頂
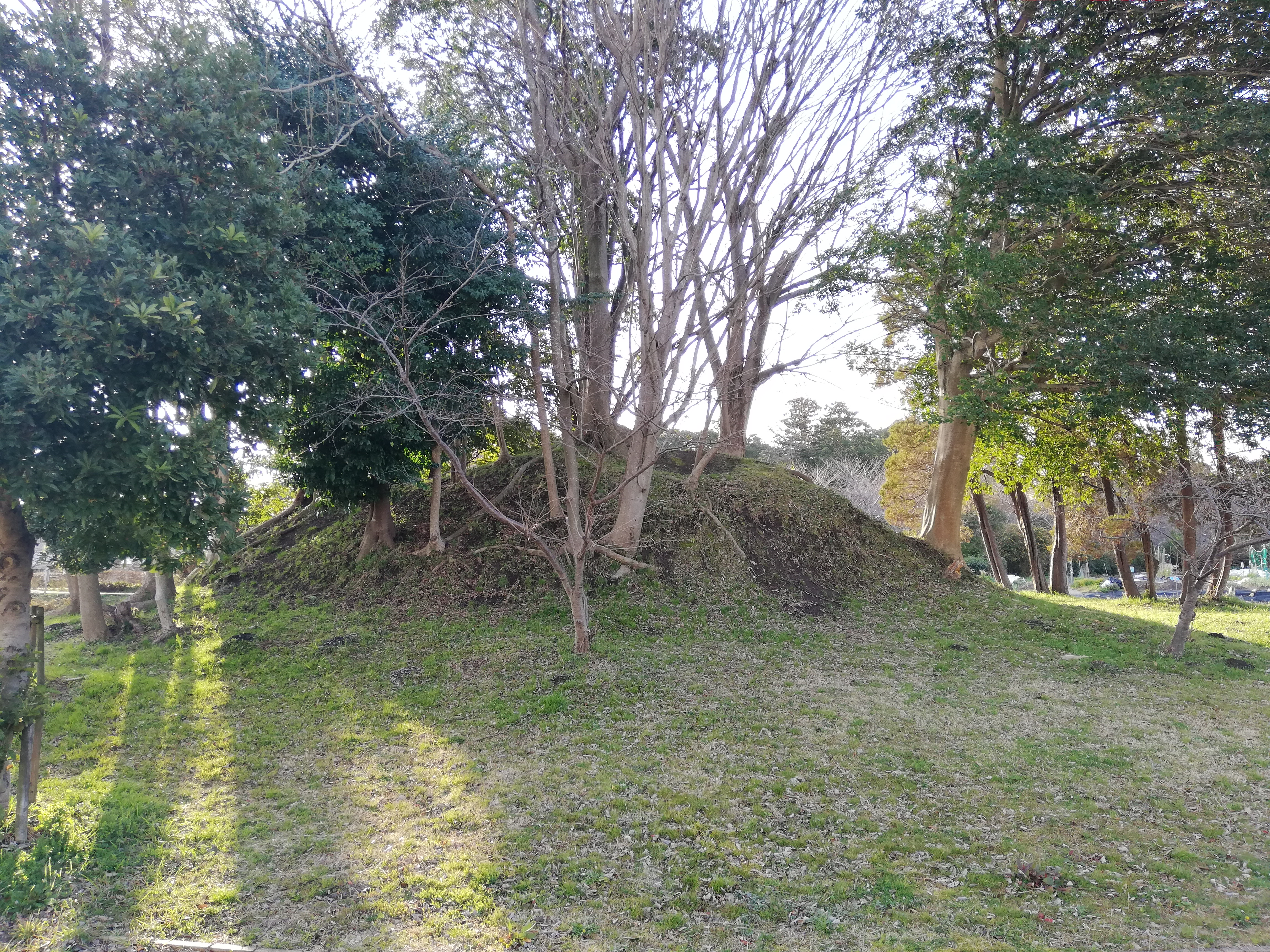
墳丘

## 出土品
円筒埴輪や朝顔形埴輪、形象埴輪、須恵器などが出土している。

## 関連施設
- 野洲市歴史民俗博物館（銅鐸博物館）（野洲市辻町）